# Princeton Owusu-Ansah
Princeton Owusu-Ansah (1976. augusztus 12. –) ghánai válogatott labdarúgó.

## Sikerei, díjai
Ghána
- Afrikai nemzetek kupája résztvevő: 1998, 2002

## Mérkőzései a ghánai válogatottban
| #   | Dátum               | Ellenfél                | Eredmény | Kiírás                              | Esemény   |
| --- | ------------------- | ----------------------- | -------- | ----------------------------------- | --------- |
| ?.  | 1997.               |                         |          |                                     |           |
| ?.  | 1997.               |                         |          |                                     |           |
| 1.  | 1997. június 7.     | Marokkó                 | 0 – 1    | Vb-selejtező                        |           |
| 2.  | 1997. június 12.    | Jugoszlávia             | 1 – 3    | Korea-kupa                          | Sárga lap |
| 3.  | 1997. június 14.    | Dél-Korea               | 0 – 3    | Korea-kupa                          |           |
| 4.  | 1997. június 16.    | Egyiptom                | 0 – 2    | Korea-kupa                          |           |
| 5.  | 1997. augusztus 17. | Sierra Leone            | 0 – 2    | Vb-selejtező                        |           |
| 6.  | 1998. január 14.    | Mozambik                | 0 – 0    | barátságos mérkőzés                 |           |
| 7.  | 1998. január 20.    | Mozambik                | 3 – 1    | barátságos mérkőzés                 |           |
| 8.  | 1998. szeptember 6. | Szváziföld              | 1 – 0    | barátságos mérkőzés                 |           |
| 9.  | 1999. augusztus 8.  | Jamaica                 | 2 – 1    | barátságos mérkőzés                 | 46'       |
| 10. | 2001. május 5.      | Sierra Leone            | 1 – 1    | Vb-selejtező                        |           |
| 11. | 2001. június 3.     | Zimbabwe                | 2 – 1    | ANK-selejtező                       | 39' 55'   |
| 12. | 2001. június 17.    | Lesotho                 | 3 – 1    | ANK-selejtező                       |           |
| 13. | 2001. július 1.     | Libéria                 | 2 – 1    | Vb-selejtező                        |           |
| 14. | 2001. július 15.    | Szudán                  | 1 – 0    | Vb-selejtező                        |           |
| 15. | 2001. július 29.    | Nigéria                 | 0 – 3    | Vb-selejtező                        |           |
| 16. | 2001. december 5.   | Algéria                 | 1 – 1    | barátságos mérkőzés                 |           |
| 17. | 2001. december 25.  | Mali                    | 1 – 1    | barátságos mérkőzés                 |           |
| 18. | 2002. január 4.     | Egyiptom                | 0 – 2    | barátságos mérkőzés                 |           |
| 19. | 2002. január 21.    | Marokkó                 | 0 – 0    | Afrikai nemzetek kupája csoportkör  | 51'       |
| 20. | 2002. január 24.    | Dél-Afrikai Köztársaság | 0 – 0    | Afrikai nemzetek kupája csoportkör  | 72'       |
| 21. | 2002. január 30.    | Burkina Faso            | 2 – 1    | Afrikai nemzetek kupája csoportkör  |           |
| 22. | 2002. február 3.    | Nigéria                 | 0 – 1    | Afrikai nemzetek kupája negyeddöntő |           |

## Fordítás
- Ez a szócikk részben vagy egészben  a   Princeton Owusu-Ansah című angol Wikipédia-szócikk fordításán alapul.  Az eredeti cikk szerkesztőit annak laptörténete sorolja fel. Ez a jelzés csupán a megfogalmazás eredetét és a szerzői jogokat jelzi, nem szolgál a cikkben szereplő információk forrásmegjelöléseként.